# إلكترون (سبيكة)
إلكترون (ملاحظة 1) هي علامة تجارية لطيف واسع من سبائك المغنيسيوم، والتي يبلغ عددها حوالي 100 منتج.
تتكون السبيكة بشكل أساسي من المغنيسيوم (حوالي 90%)؛ في حين أن الفلزات المتبقية تتفاوت نسبتها حتى 9.5% من الفلزات التالية: ألومنيوم (< 9.5%)، إتريوم (5.25%)، نيوديميوم (2.7%)، فضة (2.5%)، غادولينيوم (1.3%)، زنك (0.9%)، زركونيوم (0.6%)، منغنيز (0.5%)؛ بالإضافة إلى كمّيّات نزرة من عناصر أرضية نادرة.
تؤدي سبك تلك الفلزات مع المغنيسيوم إلى تحسين الخواص الميكانيكية مثل زيادة مقاومة الشد ومقاومة الزحف والتآكل؛ وكذلك تحسن من الثباتية الحرارية. تتميز سبيكة إلكترون أيضاً بخفتها، إذ أن كثافتها (1.8) أقل من كثافة سبائك الألومنيوم والفولاذ.